# Henri Émilien Rousseau
Henri Émilien Rousseau (17 de diciembre de 1875 en El Cairo – 28 de marzo de 1933 en Aix-en-Provence), firmó sus trabajos artísticos como H. Rousseau, no confundir con Henri Julien Félix Rousseau. Es artista, pintor, dibujante e ilustrador.

## Biografía

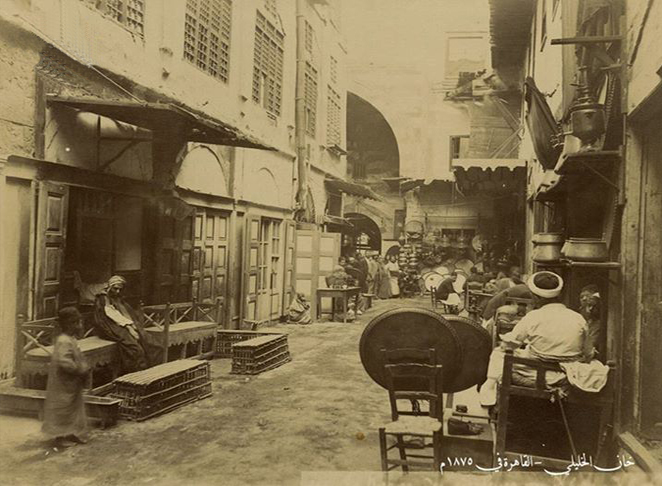
El Cairo, 1875

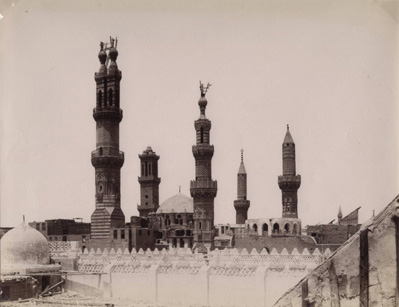
El Cairo, ca. 1875

Su padre fue Léon Rousseau Pacha. El mayor de nueve hijos, nace en El Cairo, Egipto, donde residió hasta los nueve años. Su padre, de profesión ingeniero, ejerció de secretario de estado de obras públicas con el virrey de Egipto, Ismail Pachá, en la época del Imperio Otomano.
La familia se trasladó a Versalles en 1885 después de salir de El Cairo, en 1884, por la ocupación inglesa, a ese mismo lugar de Francia.

## Trayectoria artística
En 1894 decide entrar a la Escuela de Bellas Artes. Para tener una formación académica. En dicha escuela es estudiante de Jean-Léon Gérôme. Al avanzar sus estudios fue a la Escuela de Bellas Artes en la Escuela Politécnica, un año sin precisar, y regresó en 1894 al taller de Gérôme.
El consejo de Bellas Artes, de la Academia de Bellas Artes, en su Salón de París del año 1900, otorgó su premio, unas becas de viaje, a Henri Emilien Rousseau, Henri d'Estienne y Jean-Pierre Laurens en pintura; junto con Paul Eugène Bretón y  Touernier Victorian en escultura, Victor Blanchard y Alexandre-Jean Bruel en arquitectura, y Antonin Jean Delzers en grabado.
En una beca de viaje concedida en 1900, visitó Holanda y Bélgica y, un año después, España, Túnez y Argelia.
Su trabajo artístico fue presentado en el Armory Show de 1913.
Viaja frecuentemente al norte de África entre los años 1920-1932. O sus viajes a Norte de África son: Túnez (1902, 1911), Argelia (1905, 1906 y 1908) y, por último, después de la Gran Guerra, en Marruecos, donde se fue cinco veces entre 1920 y 1932.
"En Francia, el mundo rural también atraerá al pintor a los valores de las tradiciones que lo perpetúan.  Después de Normandía, Provenza es que se descubrió en 1912. Es allí, al lado del piloto marroquí, la figura del pastor Camarga.  Huyendo de París que detesta Rousseau va a terminar en 1919 de traslase a Aix-en-Provence, donde, cerca de algunos Felibres, se convierte en un notable local - que será vicepresidente de la Academia de la ciudad en 1932- en gran medida caído en el olvido, las pinturas y dibujos del pintor son recuperados desde 1994 por Henri Rousseau Asociación, organizador de varias retrospectivas en Toulouse (1997) y Aix (2007);  En Aix, el museo Granet tiene cerca de sesenta obras del artista".

## Obras
Su trabajo se destaca por el uso de la técnica de pintura al óleo, siendo su temática tendente al orientallismo. Un pintor (gouache), acuarelista, dibujante, ilustrador. También pintor de óleo sobre tela o madera. Representa escenas locales, paisajes. halconeros y jinetes. Sin importar el tema de su trabajo "ningún gesto excesivo perturba la armonía de la construcción equilibrada".

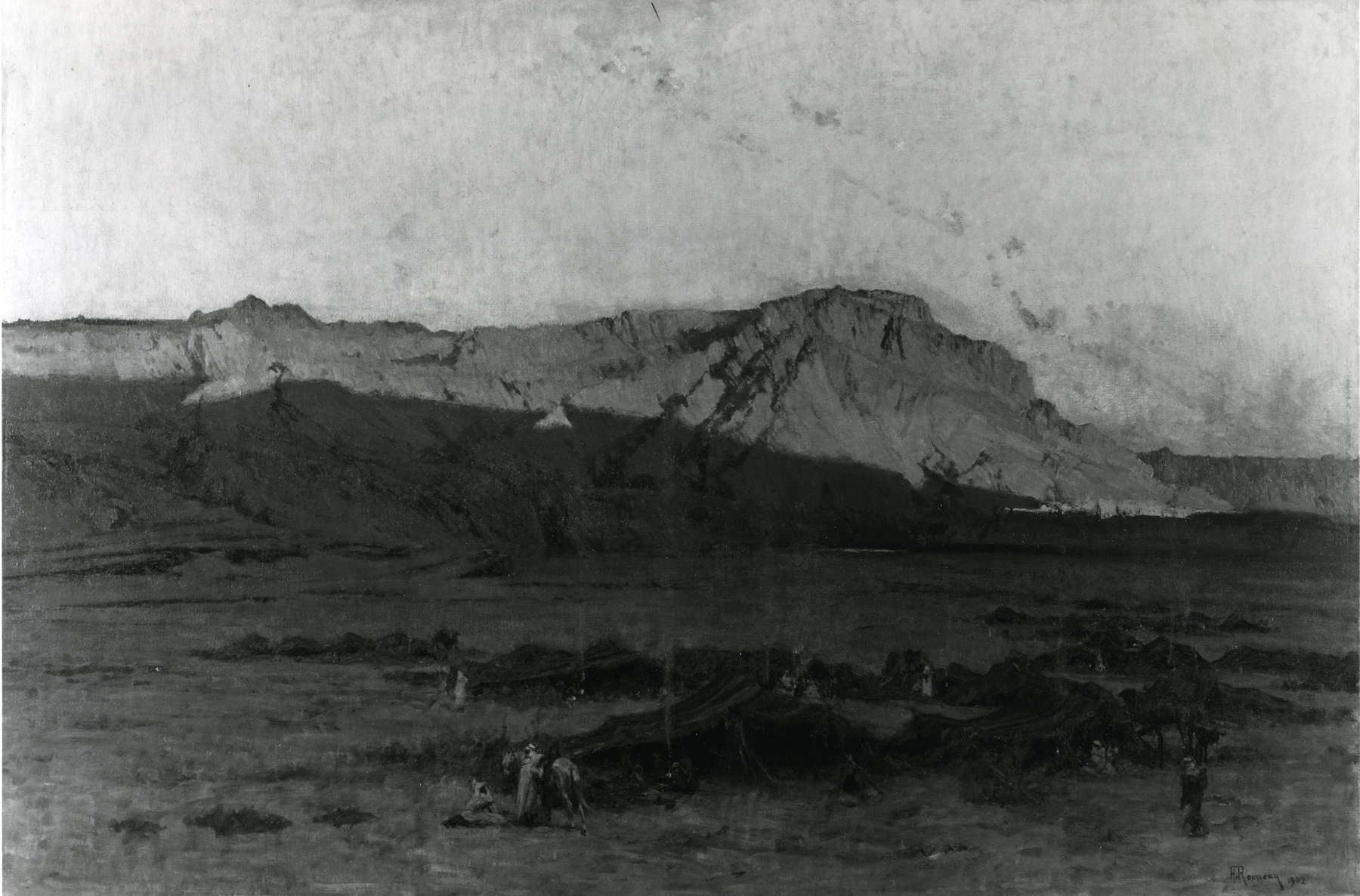
Título: Vista del norte de África en el amanecer. 1902. Óleo sobre tela. Sin marco: 147,4 x 97,2 cm. Con marco 126,37 x 175,9 cm. The Walters Art Museum. "Exposition de Voyage et des Prix du Salon. 1902"
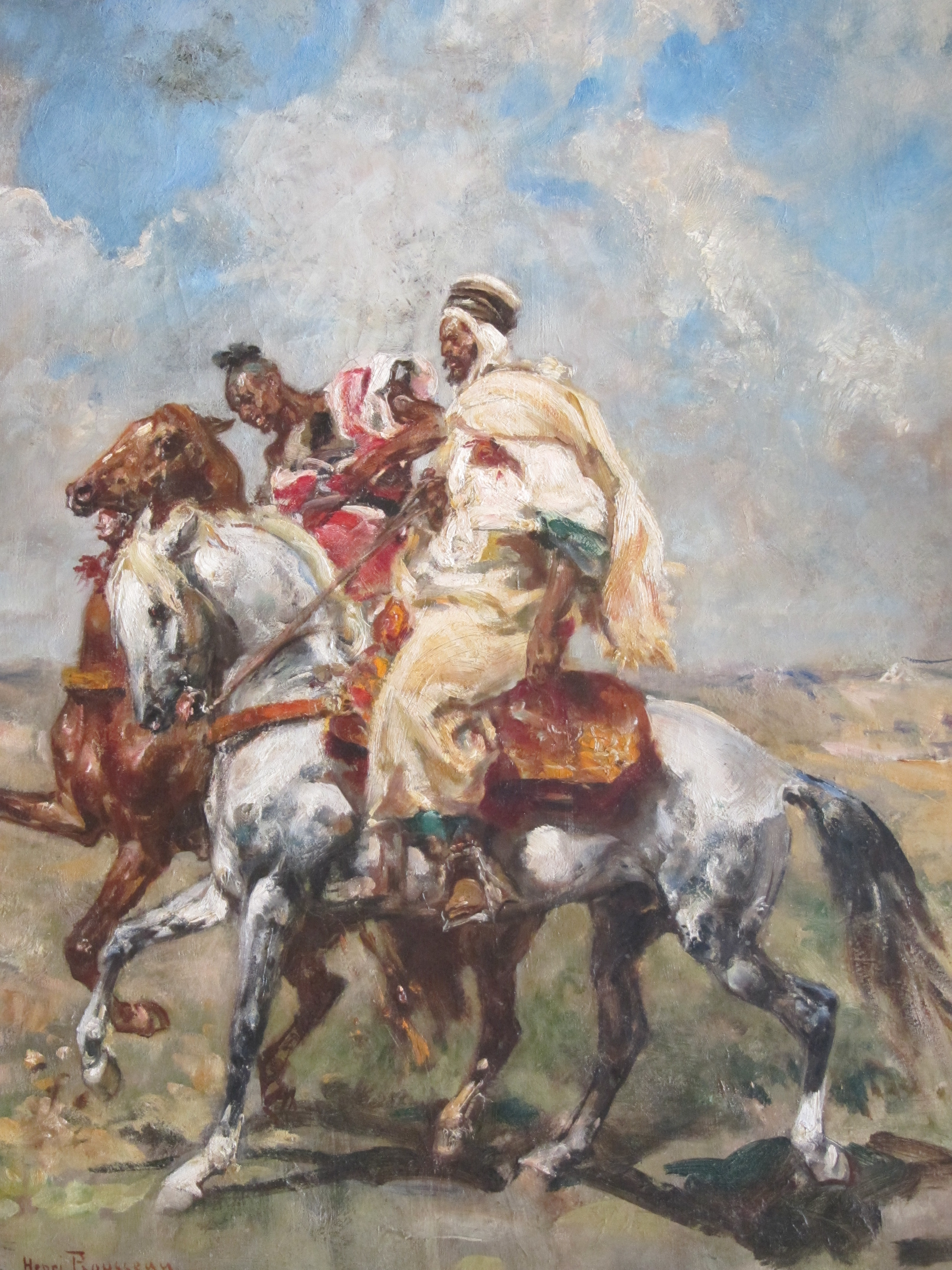
Los guerreros árabes, 1922, óleo sobre tela. Museo Municipal de Bellas Artes, Valparaíso, Chile.
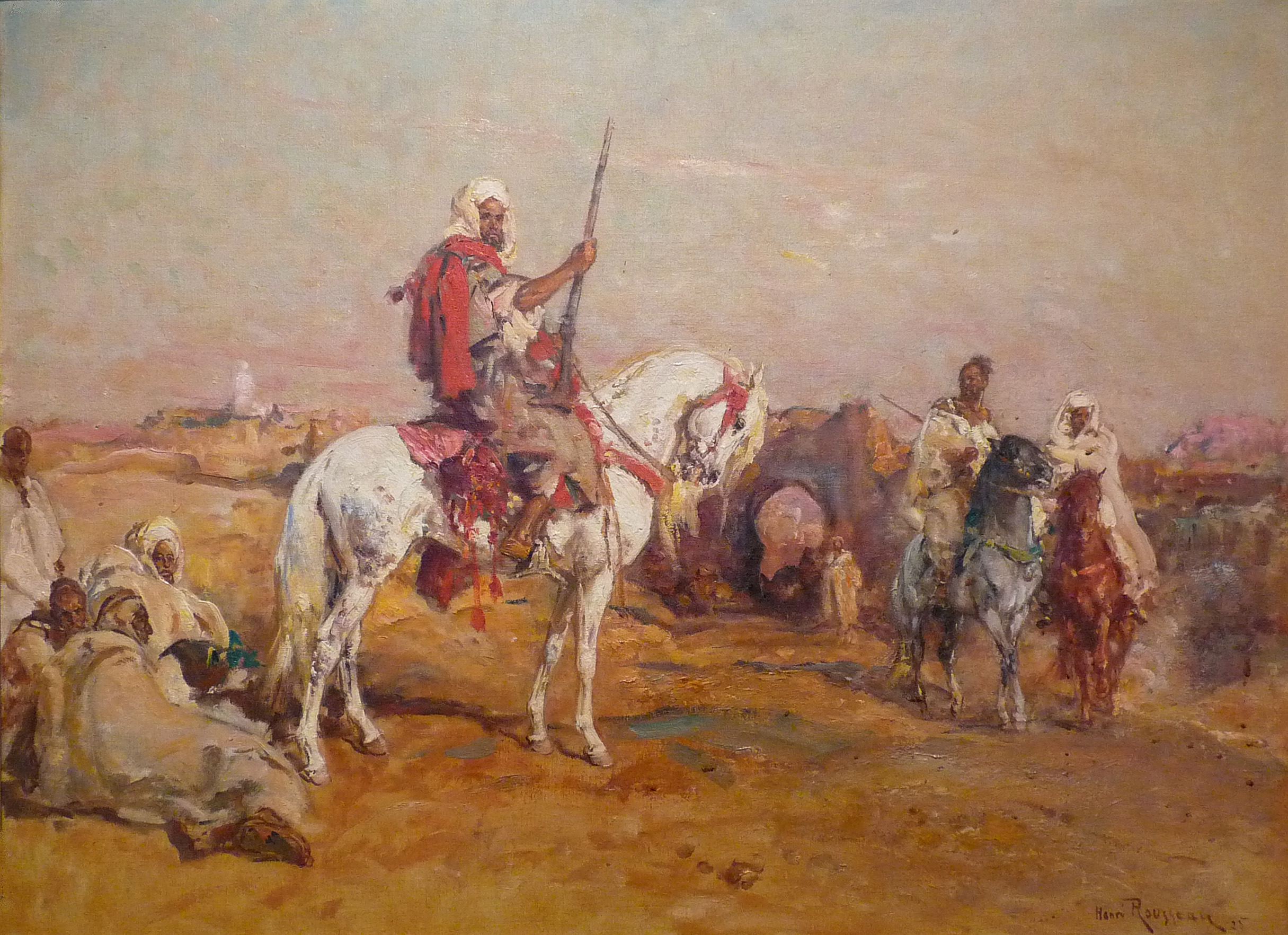
Por la tarde a las puertas de Meknes, 1925, óleo sobre lienzo, Museo de Bellas Artes de Mulhouse, Francia.
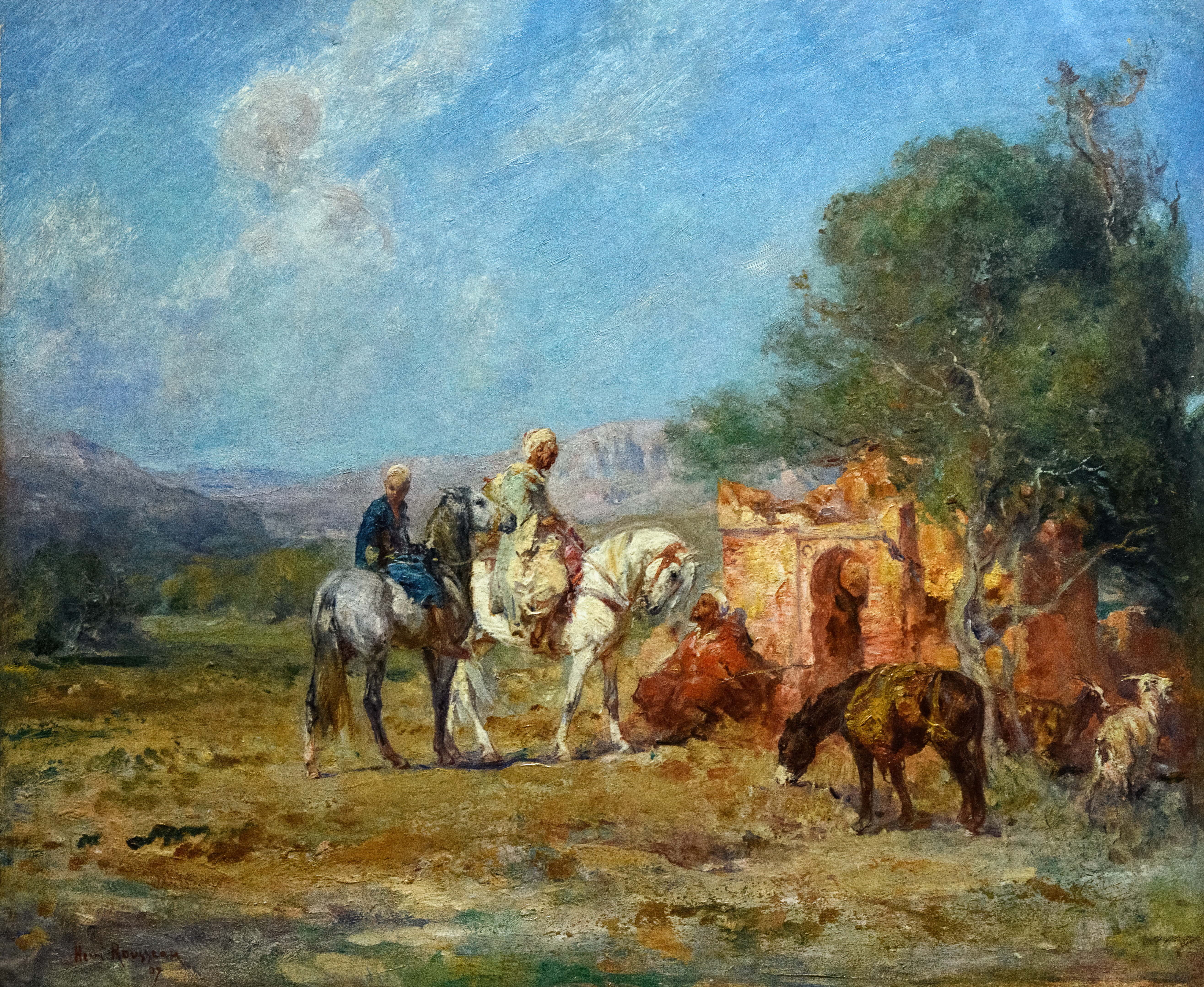
Cavaliers árabes cerca de un mausoleo, Museo de Bellas Artes de Narbona, Francia.
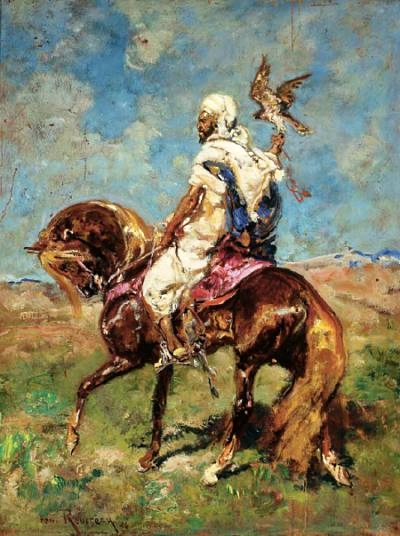
Jinete árabe con halcón, 1926, óleo sobre tela, Museo Nacional de Varsovia, Polonia.
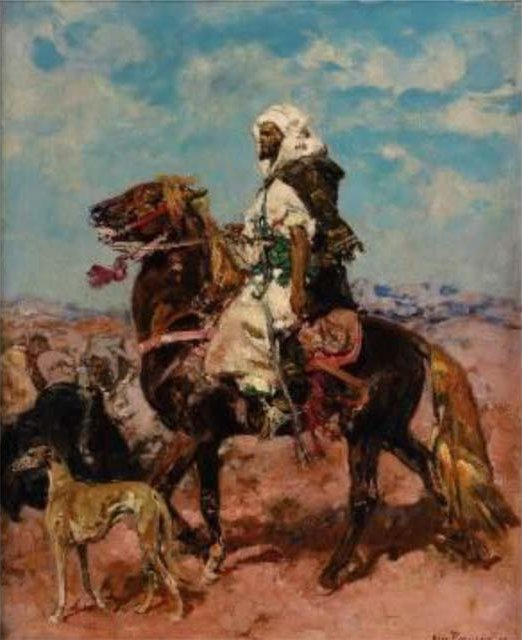
Rider y Sloughi de Henri Emilien Rousseau, 1929.

## Exposiciones temporales
- Henri Rousseau: Luces de ambos lados. (en francés Henri Rousseau : Lumières des deux rives). Museo Pays Vaurais (Museos de Midi-Pyrénées). Francia. Del 16 mayo al 20 septiembre de 2015.[5]
- Orientalisme. Hôtel Marcel Dassault. París, Francia, el 18 de diciembre de 2011.[10]
- Henri Rousseau, pintor orientalista (en francés: Henri Rousseau, peintre orientaliste), Museo de los Augustinos, Toulouse, Francia, 18 junio-1 septiembre 1997..

## Sucesos
El Museo Metropolitano de Nueva York, entre 2013-2014, adquiere dos obras del artista:
- Henri-Emilien Rousseau. Jinete árabe, óleo sobre tela.
- Henri-Emilien Rousseau. Halconero, 1922, óleo sobre madera.